# Ernst Frick
Ernst Frick (fl. XX secolo) è stato un calciatore svizzero, di ruolo centrocampista.